# Jan De Maeyer
Jan De Maeyer (* 1. September 1949 in Bornem, Belgien) ist ein belgischer Komponist und Oboist.

## Leben
Jan De Maeyer studierte Oboe, Kammermusik und Komposition (bei Willem Kersters) am Königlich Flämischen Konservatorium in Antwerpen. Gleichzeitig studierte er an der Katholieke Universiteit Leuven, Belgien, Klassische Philosophie und Frühgeschichte. 1973 absolviert er das Diplom für Oboe, Kammermusik und einen ersten Preis für Musikgeschichte. Später diplomiert er in Englischhorn, Harmonielehre, Kontrapunkt und Komposition mit jeweils einem ersten Preis. 
Danach erhält er auch internationale Preise und Auszeichnungen für seine Werke. Von 1974 bis 1978 war Solo-Oboist der Philharmonie von Antwerpen. Derzeit ist er Direktor des Städtischen Konservatoriums in Mechelen, Belgien und gleichzeitig Dozent für Oboe und Englischhorn am Königlich Flämischen Konservatorium in Antwerpen. Ferner wirkt er im Holzbläser-Trio Avena, dem Holzbläser-Quintett Amadea und dem Kammermusik-Ensemble von Antwerpen mit. 

## Werke

### Werke für Orchester
- 1981 Concerto grosso opus 5 für Kammerorchester
- 1982 Poema sinfonico "Het glorierijke licht" opus 6 für Orchester
- 1985 Canto XXXIX opus 10 für Sopran, Alt, Tenor, Bass, Chor und Symphonisches Orchester
- 1985 Serenata opus 15 für Kammerorchester
- 1991 Pythagoras opus 24 für Kammerorchester
- 1992 Tricromia arcangelica opus 23 für Oboe, Klarinette, Fagott und Symphonisches Orchester
- 1994 Concertino opus 30a für Klarinette und Streicher
- 1997 Basium secundum opus 40a für gemischten Chor und Streichorchester
- 1998 Basium tertium opus 40b für gemischten Chor und Streichorchester
- 2000 Basium undecimum opus 48 für Alt, Bariton, Flöte, Klarinette, Schlagzeug, Cembalo, Klavier, Chor und Kammerorchester
- 2001 Basium septimum opus 50 für gemischten Chor, Flöte, Klarinette, Schlagzeug und Kammerorchester
- 2001 Basium X opus 53b für Mezzosopran, Bariton, gemischtem Chor, Flöte, Klarinette, zwei Schlagzeuger und Streichorchester
- Fidessa-Suita opus 19b für Kammerorchester

### Werke für Blasorchester
- 1982 Canzonatura opus 3 Nr. 1 für zwei Blasorchester und Schlagzeug
- 1983 Vijf voor acht opus 9 für 3 Klarinetten, 1 Bassklarinette, 1 Sopran-Saxophon, 1 Alt-Saxophon, 1 Tenor-Saxophon, 1 Bariton-Saxophon
- 1985 Aiuolo opus 13 für Blasorchester und 3-stimmigen Frauen- oder Kinderchor
- 1990 Saxofonia opus 22 für 4 Sopran-Saxophone (1 auch Sopranino-Saxophon), 3 Alt-Saxophone, 4 Tenor-Saxophone, 4 Bariton-Saxophone

### Andere Werke
- 1980 La consolazione nach Anicius Manlius Severinus Boëthius opus 2 Nr. 2 für Blechbläser-Quintett (2 Trompeten, Horn, Posaune und Tuba)
- 1992 In sette Cieli opus 26 für Fagott und drei Fagott-Gruppen
- 1992 Kroton opus 27 für Blasinstrumente und Klavier
- 1996 Die Geburt der Saxodie opus 42 für vier Saxophone
- 1996 Primum basium opus 35 für Bass, Flöte, Klarinette und Cembalo
- 2000 Basium quartum opus 47a für Alt, Bass, Flöte, Klarinette, (Schlagzeug) und Cembalo
- 2001 Basium IX opus 53a für Mezzosopran, Bariton, gemischtem Chor, Flöte, Klarinette, Violoncello, zwei Schlagzeuger und Klavier
- 2001 Basium sextum opus 49 für Mezzosopran, Bariton, Flöte, Klarinette, Violoncello, 2 Schlagzeuger und Klavier
- 2001 Basium VIII opus 52 für Mezzosopran, Bariton, Klarinette, Violoncello, Schlagzeug und Cembalo
- 2001 Basium XX opus 51 für Trompete, Horn und Posaune